# シャトー＝ティエリの戦い (1814年)
シャトー＝ティエリの戦い（シャトー＝ティエリのたたかい、フランス語: Bataille de Château-Thierry）は第六次対仏大同盟戦争中の1814年2月12日、ゲプハルト・レベレヒト・フォン・ブリュッヘル元帥率いるシュレージエン軍（ロシアとプロイセンの連合軍）後衛とフランス皇帝ナポレオン1世率いるフランス軍の間の戦闘。フランスが勝利した。

## 背景
ナポレオン・ボナパルトは六日間の戦役と呼ばれた戦役の最中に一連の戦術的勝利をした後、プロイセン軍にとどめを刺して第六次対仏大同盟から脱落させようとした。前日にはモンミライユの戦いでルートヴィヒ・ヨルク・フォン・ヴァルテンブルクとファビアン・ゴットリープ・フォン・デア・オステン＝ザッケンを撃破しており、今度はマルヌ川岸のシャトー＝ティエリでヴァルテンブルク将軍率いるプロイセン軍後衛を捕捉した。

## 戦闘
ナポレオンはフランス元帥ミシェル・ネイに命じて攻撃させ、ヴァルテンブルクの軍勢に大損害を与えた。しかし、プロイセン軍は幸運にもちょうどいい位置に置かれた自軍の大砲に救われ、ヴァルテンブルクは潰走せず規律を保ったまま撤退することができた。プロイセン軍の損害は1,250人で、ロシア軍の損害は1,500人、フランス軍の損害は600人だった。フランスは大砲9門と多くの軍用行李を鹵獲した。

## 関連図書
- Ashby, Ralph (2010) (英語). Napoleon against Great Odds: The Emperor and the Defenders of France, 1814. Santa Barbara, California: Praeger. ISBN 0-313-38190-9. OCLC 795454355